# 於潜县
於潜县是浙江省内最早设立的几个县之一，始设于秦统治时期。存县期间，其行政范围约为今临安区的中部，县城在於潜镇。
宋代先并入昌化县，后并入临安县。清末太平天国运动时期，於潜县相继被太平军和湘军占领，双方的厮杀导致该县人口大量非正常死亡。1958年，於潜县废除，结束2000余年的历史。